# Daniela Herzberg
Daniela Herzberg (* 1969 in Krefeld als Daniela Kletzke) ist eine deutsche Autorin und Regisseurin von Hörspielen und Radiofeatures.

## Leben und Wirken
Daniela Herzberg studierte Slawistik und Anglistik an den Universitäten in Köln, Warschau, Lublin, Moskau, Sankt Petersburg, Cambridge und Hamburg. Seit 1999 liegt ihr beruflicher Schwerpunkt beim Hörspiel. Sie arbeitete u. a. als Regieassistentin, bevor sie mit Die Verschickung (RB 2004), ein Stück über Estland in den Vierzigerjahren, ihr Regiedebüt gab.
Mit „Ich bin schon nicht mehr hier.“ Flucht und Rückkehr des Dichters Theodor Kramer (RB/DKultur) widmete Herzberg dem österreichischen Dichter ein eigenes Hörstück, basierend auf Gedichten, Briefen, Notizen und fiktiven Elementen. Es wurde im Februar 2007 zum Hörspiel des Monats gewählt und unter anderem 2008 vom Ö1 in der Regie von Götz Fritsch mit Peter Simonischek in der Hauptrolle gesendet.
Nach dem französischen Roman On n‘est pas là pour disparaître von Olivia Rosenthal inszenierte Herzberg das Hörspiel „Sind wir schon tot?“ (SR 2 Kulturradio), das der Wettbewerbsbeitrag der ARD-Hörspieltage 2010 war. Dort wirkten als Sprecher unter anderem Peter Jordan, Wolf-Dietrich Sprenger und Gerd Baltus mit.
Daniela Herzberg führte für Hörspielproduktionen des NDR Regie, darunter bei Der Mann unter der Treppe nach dem gleichnamigen Roman von Marie Hermanson, bei Zauberers Ende von Kurt Kreiler mit Traugott Buhre in der Hauptrolle und bei dem Hörspiel-Krimi Isabell von Johanna Kaptein, der 2008 auf der Hörbühne der Volksbühne am Rosa-Luxemburg-Platz in Berlin aufgeführt wurde. 2012 inszenierte sie das Hörspiel Wir waren von William Pellier für den SWR.
Für den Deutschlandfunk schrieb und erstellte sie in der Reihe Eine lange Nacht 2010 zusammen mit Anne Ipsen das Radiofeature Im Bann der Dunkelheit – eine lange Nacht über Höhlen und 2011 ebenfalls zusammen mit Anne Ipsen das Radiofeature Das Fortschreiten der Liebe über die kanadische Schriftstellerin Alice Munro und 2012 zusammen mit Hans-Ulrich Möhring das dreistündige Radiofeature Der Traum ist die Wahrheit über die amerikanische Schriftstellerin und Anthropologin Zora Neale Hurston, das auch im Rahmen des ARD Radiofestivals 2013 gesendet wurde.
2014 schrieb und erstellte sie wieder mit Anne Ipsen unter dem Titel „Meerkatze, Mensch & Co. eine Lange Nacht über Primaten“.
Im Jahr 2022 erschien Herzbergs Romandebüt „A wie Alles“ im Verlag Sol et Chant. Darin erzählt der Dackel Drago von seinem Leben mit den drei Frauen Mo, einer Diderot-Expertin, A und D sowie deren Liebes- und Lebensverwicklungen.

## Hörspiele (Regie)
- 2011: Olivia Rosenthal: Wir sind nicht da, um einfach wieder zu verschwinden – (Hörspiel – SR)

## Bücher (Autorin)
- 2022: A wie Alles. Roman. Verlag Sol et Chant, Letschin.
- 2024: Die Heringslinde. Erzählung, Band 2 der Reihe Miniaturen. Verlag Sol et Chant, Letschin.
- 2024: R wie Rudel. Roman. Verlag Sol et Chant, Letschin.

## Auszeichnungen
- 2007: Hörspiel des Monats für „Ich bin schon nicht mehr hier“